# Allianz Foundation
Die Allianz Foundation ist eine rechtsfähige Stiftung des bürgerlichen Rechts. Sie ist 2022 aus dem Zusammenschluss der Allianz Umweltstiftung und der Allianz Kulturstiftung hervorgegangen. Die Geschäftsstelle der Stiftung ist in Berlin, rechtlicher Sitz der Stiftung ist München. Sie agiert in Europa sowie im Mittelmeerraum und verfolgt den Zweck der Schaffung besserer Lebensbedingungen für die gegenwärtigen und kommenden Generationen.
Sie verfügt über ein Stiftungskapital von 100 Mio. EUR und finanziert sich aus den daraus resultierenden Erträgen. Darüber hinaus erhält sie, beginnend im Jahr 2022, eine jährliche Spende der Allianz SE in Höhe von 5 Millionen Euro über die nächsten 10 Jahre.

## Geschichte
Die Allianz Foundation bündelt die Arbeit der vormaligen Allianz Umweltstiftung (gegründet 1989) und Allianz Kulturstiftung (gegründet 2000). Der Zusammenschluss erfolgte 2022, um dem Stiftungsauftrag in einem sich wandelnden gesellschaftlichen Umfeld gerecht zu werden.
Esra Kücük leitete die Stiftung als Geschäftsführerin bis zu ihrer Entlassung im Oktober 2024. Zuvor war sie bereits Vorsitzende der Allianz Umweltstiftung sowie der Allianz Kulturstiftung.

## Ziele
Die Allianz Foundation verfolgt drei wesentliche Ziele:
- Die Unterstützung marginalisierter Menschen und die Schaffung von Chancengerechtigkeit
- Die Förderung offener, vielfältiger und widerstandsfähiger Gesellschaften
- Die Bekämpfung des Klimawandels und die Bewahrung eines lebenswerten Planeten

Sie ist Teil eines europaweiten Netzwerks von Partnern und Förderprojekten. Um einer breiteren europäischen Verantwortung gerecht zu werden, arbeitet sie auch mit Menschen und Organisationen außerhalb Europas zusammen, besonders in Ländern aus dem Mittelmeerraum.

### Förderprogramme
Die Foundation fördert Initiativen mit zivilgesellschaftlichem, ökologischem, kulturellem und künstlerischem Hintergrund. Ein Fokus liegt auf Projekten, die an der Schnittstelle dieser Felder verortet sind und eine breite gesellschaftliche Transformation anstreben. Im Förderprogramm werden Projekte in einer Größenordnung von 80.000 – 150.000 Euro pro Jahr für eine Dauer von bis zu zwei Jahren gefördert. Über die Vergabe der Mittel entscheidet das Kuratorium der Allianz Foundation auf Grundlage der Empfehlung von Fachjurys.

### Operative Programme
Die Foundation verfolgt drei operative Programme:
- Allianz Foundation Hubs – Ein europäisches Netzwerk regionaler Plattformen aus Kultur, Umwelt und Zivilgesellschaft, die an Lösungen zu drängenden Fragen unserer Gesellschaften arbeiten[11]
- Allianz Foundation Study – Regelmäßige repräsentative Umfragen in fünf europäischen Ländern zu den Chancen und Risiken, die junge Generationen in der nachhaltigen Transformation unserer Gesellschaften sehen[12][13]
- Allianz Foundation Fellows – Stipendien für Künstler, zivilgesellschaftliche Akteure, Wissenschaftler, Journalisten, Menschenrechts- und Umweltaktivisten, deren Engagement offenen, klimagerechten Gesellschaften gilt[14][15]

## Movers of Tomorrow Award
Der Movers of Tomorrow Award ist der Engagementpreis der Allianz Foundation und soll jährlich junge Menschen zwischen 16 und 24 Jahren ehren, die sich für Chancengleichheit, offene Gesellschaften und einen lebendigen Planeten einsetzen.
Er setzt sich aus einem Publikumspreis und einem Jury-Preis für herausragendes Engagement zusammen. Insgesamt werden 50 junge Menschen ausgezeichnet. Die Publikumspreisträger erhalten jeweils 1.500 €, während die 10 Jury-Preisträger zusätzlich 3.500 € erhalten. Alle Gewinner werden zur Preisverleihung nach Berlin eingeladen und in das Alumni-Netzwerk des Awards aufgenommen.
Die Auszeichnung wurde ins Leben gerufen, um junge Menschen zu würdigen, die sich trotz globaler Krisen gesellschaftlich und ökologisch engagieren. Er basiert auf der Studie The Movers of Tomorrow der Allianz Foundation, die zeigt, dass junge Erwachsene in Europa mit Sorge in die Zukunft blicken. Der Award soll das Engagement dieser jungen Generation sichtbar machen und fördern.